# Вілсон (округ О-Клер, Вісконсин)
Вілсон (англ. Wilson) — місто (англ. town) в США, в окрузі О-Клер штату Вісконсин. Населення — 427 осіб (2020).

## Демографія
Згідно з переписом 2010 року, у місті мешкало 485 осіб у 179 домогосподарствах у складі 133 родин. Було 264 помешкання
Расовий склад населення:
| - 97,9 % — білих - 1,0 % — чорних або афроамериканців - 0,2 % — корінних американців - 0,2 % — азіатів |

До двох чи більше рас належало 0,2 %. Частка іспаномовних становила 2,1 % від усіх жителів.
За віковим діапазоном населення розподілялося таким чином: 26,8 % — особи молодші 18 років, 59,8 % — особи у віці 18—64 років, 13,4 % — особи у віці 65 років та старші. Медіана віку мешканця становила 38,9 року. На 100 осіб жіночої статі у місті припадало 116,5 чоловіків;  на 100 жінок у віці від 18 років та старших — 111,3 чоловіків також старших 18 років.
Середній дохід на одне домашнє господарство  становив 65 920 доларів США (медіана — 47 083), а середній дохід на одну сім'ю — 80 370 доларів (медіана — 56 771). Медіана доходів становила 35 000 доларів для чоловіків та 29 583 долари для жінок. За межею бідності перебувало 11,2 % осіб, у тому числі 14,0 % дітей у віці до 18 років та 9,6 % осіб у віці 65 років та старших.
Цивільне працевлаштоване населення становило 225 осіб. Основні галузі зайнятості: освіта, охорона здоров'я та соціальна допомога — 24,4 %, будівництво — 17,8 %, виробництво — 15,1 %.